# 김윤지 (아나운서)
김윤지(金倫志, 1978년 12월 29일 ~ )는 대한민국의 방송인, 전 아나운서이다.

## 학력
- 자양고등학교 졸업
- 한양대학교 소비자가족주거학과 졸업

## 경력
- 2002년 경기방송 입사
- 2003년 : KBS 29기 공채 아나운서 입사 (경력공채)
- 2003년  5월 ~ 2004년 4월 : KBS청주방송총국 지역근무 아나운서
- 2004년 5월 : 본사 아나운서실 복귀함
- 2006년 5월 5일 사업가 박홍석 씨와 결혼 함
- 2012년 사업가 박홍석 씨와 결혼 후 이혼 함, 자녀는 없음
- 2013년 : 아프리카의 친구들 홍보대사
- 한국언론인연합회 홍보자문위원
- 2024년 2월 29일 : KBS 퇴사

## TV 방송
| 연도        | 방송사   | 제목                                     | 담당 (진행) | 진행 기간                                      | 비고                                                                                     |
| ----------- | -------- | ---------------------------------------- | ----------- | ---------------------------------------------- | ---------------------------------------------------------------------------------------- |
| 2002        | K-FM     | 깊은밤 그대와 함께                       | DJ          | 2003년 4월 7일                                 | 경기방송 아나운서 아나운서 시절 진행 당시                                                |
| 2003        | KBS1     | 아침마당                                 | 출연        | 2003년 4월 7일                                 | [명랑발언대] 우리는 새내기 (31기 공채 아나운서 출연)                                     |
| 2003 ~ 2004 | KBS청주1 | KBS 뉴스 9 청주                          | 진행        |                                                |                                                                                          |
| 2004 ~ 2005 | KBS1     | 어린이 뉴스탐험                          | 진행        | 2004년 5월 3일 ~ 2005년 4월 25일               |                                                                                          |
| 2004 ~ 2005 | KBS2     | 생방송 시사투나잇                        | 진행        | 2004년 3월 29일 ~ 2005년 4월 28일              |                                                                                          |
| 2004 ~ 2005 | KBS2     | 생생 건강테크                            | 진행        | 2004년 11월 1일 ~ 2005년 4월 29일              |                                                                                          |
| 2005 ~ 2007 | KBS2     | 생방송 세상의 아침                       | 진행        | 2005년 5월 2일 ~ 2007년 4월 27일               |                                                                                          |
| 2005 ~ 2006 | KBS2     | 토요 영화탐험                            | 진행        |                                                |                                                                                          |
| 2005 ~ 2006 | KBS1     | 국악한마당                               | 진행        | 2005년 1월 9일 ~ 2006년 3월 12일               |                                                                                          |
| 2007        | KBS2     | KBS 뉴스 6                               | 진행        | 2007년 4월 30일 ~ 2007년 11월 2일              |                                                                                          |
| 2008 ~ 2010 | KBS1     | KBS 뉴스 9                               | 첫진행      | 2008년 2월 9일 ~ 2010년 7월 11일               | 주말                                                                                     |
| 2015        | KBS1     | KBS 뉴스 9                               | 재진행      | 2015년 1월 3일 ~ 2015년 9월 27일               | 주말                                                                                     |
| 2008        | KBS1     | KBS 뉴스 9                               | 임시진행    | 2018년 10월 29일 ~ 2018년 11월 2일             | 평일                                                                                     |
| 2008        | KBS1     | KBS 뉴스 9                               | 임시진행    | 2008년 8월 6일 ~ 2008년 8월 8일                | 평일                                                                                     |
| 2008        | KBS1     | KBS 뉴스 9                               | 임시진행    | 2008년 10월 13일 ~ 2008년 10월 17일            | 평일                                                                                     |
| 2008        | KBS1     | KBS 뉴스 9                               | 임시진행    | 2009년 9월 21일 ~ 2009년 9월 25일              | 평일                                                                                     |
| 2018        | KBS1     | KBS 뉴스 9                               | 임시진행    | 2018년 10월 29일 ~ 2018년 11월 2일             | 평일                                                                                     |
| 2011        | KBS1     | 세계는 지금                              | 진행        |                                                |                                                                                          |
| 2011        | KBS2     | 언제나 청춘                              | 진행        |                                                |                                                                                          |
| 2012 ~ 2013 | KBS1     | KBS 뉴스 7                               | 첫진행      | 2012년 11월 19일 ~ 2013년 10월 18일            |                                                                                          |
| 2017 ~ 2018 | KBS1     | KBS 뉴스 7                               | 재진행      | 2017년 6월 5일 ~ 2018년 12월 31일              |                                                                                          |
| 2020        | KBS1     | KBS 뉴스 7                               | 임시진행    | 2020년 12월 10일 ~ 2020년 12월 18일            |                                                                                          |
| 2013 ~ 2015 | KBS2     | 지구촌 뉴스                              | 진행        | 2013년 10월 21일 ~ 2015년 1월 2일              |                                                                                          |
| 2013 ~ 2014 | KBS1     | 생방송 실종 어린이를 찾습니다            | 진행        | 2013년 10월 26일 ~ 2014년 4월 5일              |                                                                                          |
| 2014 ~ 2016 | KBS1     | 인간극장                                 | 내레이션    | 2014년 11월 3일 - 2016년 4월 22일              |                                                                                          |
| 2015        | KBS1     | 광복 70주년 특집다큐 이상설, 불꽃의 시간 | 내레이션    |                                                |                                                                                          |
| 2016 ~ 2017 | KBS1     | KBS 뉴스 5                               | 진행        | 2016년 4월 25일 ~ 2017년 6월 2일               |                                                                                          |
| 2020        | KBS1     | KBS 뉴스 5                               | 임시진행    | 2020년 1월 28일 ~ 2020년 1월 29일              |                                                                                          |
| 2020        | KBS1     | KBS 뉴스 5                               | 임시진행    | 2020년 11월 9일 ~ 2020년 11월 13일             |                                                                                          |
| 2015        | KBS1     | KBS 뉴스라인                             | 임시진행    | 2015년 8월 31일 ~ 2015년 9월 4일               |                                                                                          |
| 2016        | KBS1     | KBS 뉴스라인                             | 임시진행    | 2016년 3월 23일 ~ 2016년 3월 25일              |                                                                                          |
| 2017        | KBS1     | KBS 뉴스라인                             | 임시진행    | 2017년 4월 3일 ~ 2017년 4월 7일 2017년 8월 4일 |                                                                                          |
| 2017        | KBS1     | KBS 뉴스라인                             | 임시진행    | 2017년 8월 4일                                 |                                                                                          |
| 2016        | KBS2     | KBS 드라마 스페셜 - 웃음실격             | 여자 앵커   |                                                | 특별출연                                                                                 |
| 2018        | KBS1     | KBS 930 뉴스                             | 임시진행    | 2018년 7월 28일                                | 토요일                                                                                   |
| 2023        | KBS1     | KBS 930 뉴스                             | 임시진행    | 2023년 9월 4일 ~ 2023년 9월 8일                | 평일                                                                                     |
| 2018        | KBS1     | KBS 스페셜                               | 내레이션    | 2018년 3월 22일                                | 목요일 KBS-NAEMM(우즈베키스탄 민영방송연합) 공동제작 실크로드의 후예,코리안드림을 꿈꾸다 |
| 2019        | KBS1     | KBS 마감뉴스                             | 진행        |                                                | 평일                                                                                     |
| 2019        | KBS1     | KBS 휴일 아침 8시 뉴스                   | 진행        | 일요일(휴일) 오전 8시                          |                                                                                          |
| 2020 ~ 2023 | KBS2     | KBS 3시 뉴스타임                         | 진행        | 2020년 7월 6일 ~ 2023년 4월 28일               |                                                                                          |
| 2023        | KBS2     | KBS 뉴스 6                               | 임시 진행   | 2023년 7월 27일 ~ 2023년 8월 2일               |                                                                                          |

## 라디오 방송
| 연도                  | 방송사                        | 제목                       | 담당 (진행) | 비고 |
| --------------------- | ----------------------------- | -------------------------- | ----------- | ---- |
| 2007 ~ 2009           | KBS 클래식FM                  | 노래의 날개위에            | 진행        |      |
| 2011 ~ 2015           | KBS 한민족방송, KBS 클래식FM  | 흥겨운 한마당              | 진행        |      |
| 2009 ~ 2011           | KBS 제3라디오                 | 건강 365                   | 진행        |      |
| 2009 ~ 2012           | KBS 제1라디오                 | KBS 제1라디오 저녁종합뉴스 | 진행        |      |
| 2020.7 ~ 2020.11      | KBS 제1라디오                 | KBS 제1라디오 저녁종합뉴스 | 진행        |      |
| 2023.5.13 ~ 2024.2.25 | KBS 제1라디오                 | KBS 뉴스월드               | 진행        |      |
| 2023.11.27 ~ 2024.3.7 | KBS 한민족방송, KBS 제3라디오 | 대한민국 인기가요          | 진행        |      |

## 사건
2010년 7월 1일부터 7월 29일까지 이어졌던 전국언론노동조합 KBS본부의 파업 당시에, 파업 참여를 이유로 프로그램 진행을 하지 않았던 진행자 중에서 KBS 1TV 주말 KBS 뉴스 9를 진행했던 김윤지 아나운서와 KBS 1TV 비바 K-리그를 진행했던 이재후 아나운서, 그리고 KBS 2TV KBS 뉴스타임을 진행했던 이수정 기자는 파업 종료 이후에 해당 프로그램에서 정식으로 하차 조치되었다. 이에 따라 7월 15일부터 파업에 참여했던 김윤지 아나운서는 참여하기 이전이던 7월 11일 방송을 마지막으로 주말 KBS 뉴스 9에서 그대로 하차하게 되었고, 임시로 해당 뉴스를 진행했던 박지현 아나운서가 그대로 후임이 되면서 정식으로 뉴스 진행을 맡게 되었다. 하지만, 하차를 한지 4년 반만인 2015년 1월 3일, KBS 대개편에 의해 정식으로 주말 KBS 뉴스 9의 앵커로 복귀하여 같은 해 9월 27일까지 9개월간 진행하였다.